# Antonia (Modigliani)
Antonia è un dipinto a olio su tela (82 x46 cm) realizzato nel 1915 dal pittore italiano Amedeo Modigliani.
È conservato presso il Museo dell'Orangerie di Parigi.
Non si conosce l'identità della modella, ma il suo nome è riportato dallo stesso autore, come sua consuetudine, in alto a sinistra. Antonia è raffigurata seduta, con le mani in grembo, Modigliani con pochi tratti di pennello riesce a dipingere le sue caratteristiche peculiari. Sullo sfondo una tenda e una finestra che lasciano intravedere un paesaggio.
Da notare come Modigliani interpreti il quadro come tutto un insieme, lasciando trapelare, in alcuni tratti, l'influenza che ha avuto su di lui l'arte cubista.